# Vlčí Hory
Vlčí Hory (německy Wolfsberg) je malá vesnice, část obce Staré Bříště v okrese Pelhřimov. Nachází se asi 0,5 km na severovýchod od Starého Bříště. V roce 2009 zde bylo evidováno 7 adres. V roce 2001 zde trvale žilo 25 obyvatel.
Vlčí Hory leží v katastrálním území Staré Bříště o výměře 5,31 km2.